# Daumerlings Wanderschaft

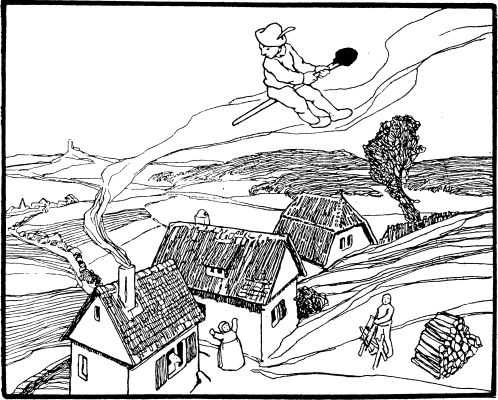
Illustration von Otto Ubbelohde, 1909

Daumerlings Wanderschaft ist ein Märchen (ATU 700). Es steht in den Kinder- und Hausmärchen der Brüder Grimm an Stelle 45 (KHM 45). Bis zur dritten Auflage lautete der Titel Des Schneiders Daumerling Wanderschaft.

## Inhalt

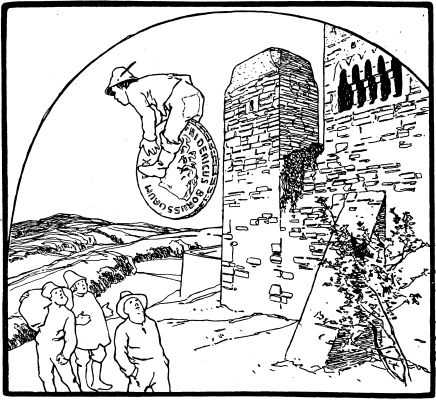
Illustration von Otto Ubbelohde, 1909

Ein daumengroßer, aber mutiger Schneiderssohn will in die Welt hinaus. Er kriegt vom Vater eine Stopfnadel als Degen mit. Dann schaut er zur Mutter mit dem Essen. Der Dampf trägt ihn zum Schornstein hinaus. Er geht zu einem Meister, bei dessen Frau er sich über das Essen beschwert. Sie jagt ihn fort. Er begegnet Räubern, für die er durch eine Türritze in des Königs Schatzkammer dringt und die Taler durchs Fenster wirft. Als der König kommt, versteckt er sich. Auch die Wachen hält er zum Narren. Die Räuber loben ihn, aber er nimmt nur einen Kreuzer und geht weiter. Er arbeitet nicht gern und landet bei einem Gasthof, wo er bei den Mägden unbeliebt ist, weil er alle kleinen Diebstähle sieht. Eine wirft ihn mit gemähtem Gras einer Kuh vor. Er ruft aus ihrem Magen, als sie gemolken wird und als sie geschlachtet werden soll, aber wird nicht gehört und verstanden, auch beim Schlachten nicht. Er springt zwischen den Messern durch und wird bis Winter in der Wurst im Kamin geräuchert. Beim Aufschneiden zu Tisch springt er heraus. Draußen fängt ihn ein Fuchs, aber bringt ihn heim zum Vater, weil er dafür dessen Hühner bekommt.

## Herkunft und Ausschmückungen

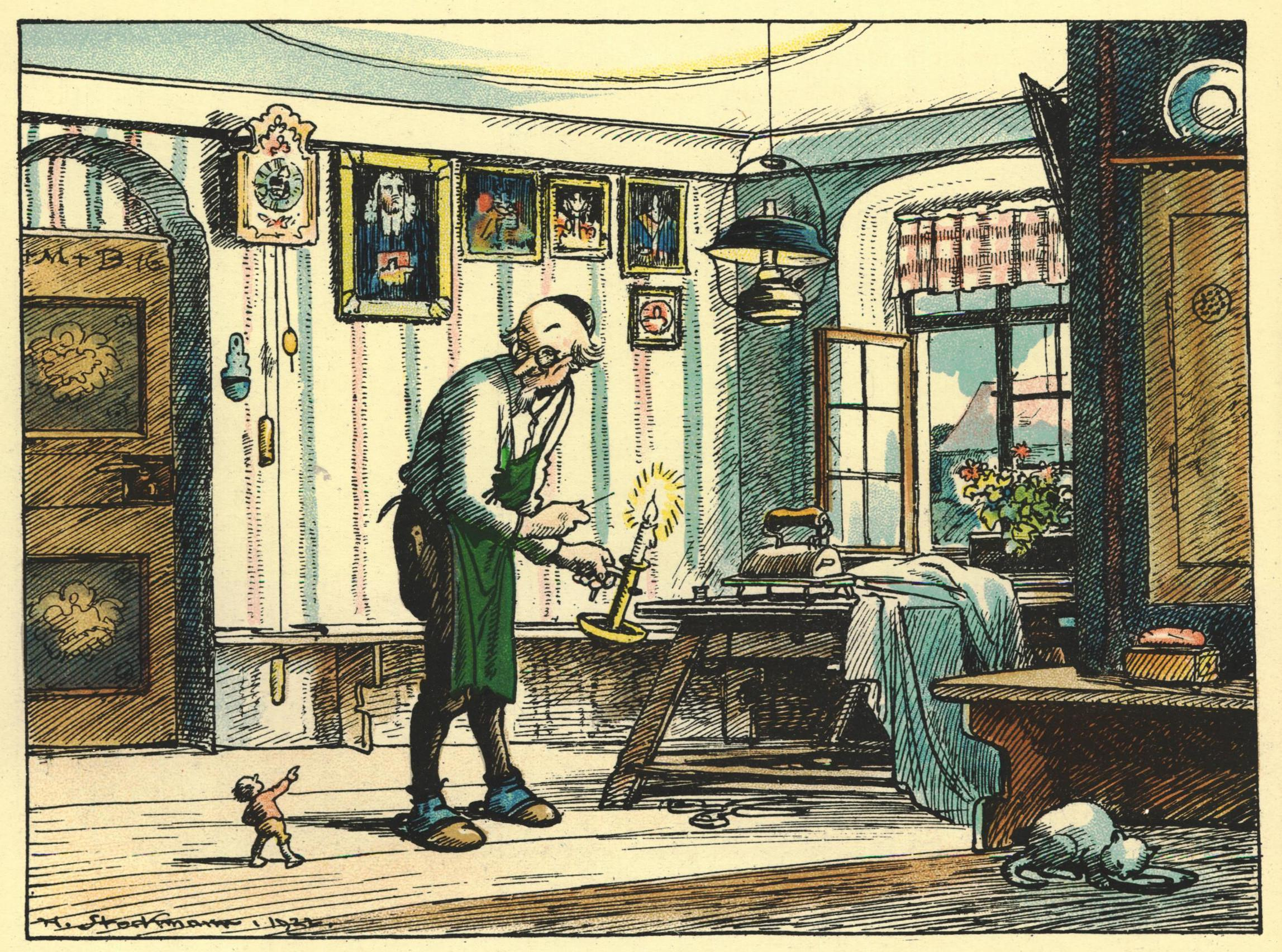
Illustration von Hermann Stockmann, 1925

Jacob Grimm schrieb die Geschichte von Marie Hassenpflug auf. Sie stand dann in den Kinder- und Hausmärchen ab der 1. Auflage 1812 (zuerst als Des Schneiders Daumerling Wanderschaft) immer an Stelle 45.
Die Schlussbemerkung des Erzählers, dass dem Vater sein Kind natürlich lieber war als die Hühner, ist in Jacob Grimms Handschrift quer vermerkt. Die frechen Reden wurden den gedruckten Ausgaben nach und nach aus anderen Quellen eingefügt. So droht Däumerling der Meisterin, an ihre Tür zu schreiben: „Kartoffel zu viel, Fleisch zu wenig, adies, Herr Kartoffelkönig.“ Als die Kuh gemolken wird, ruft er:
„strip, strap, stroll,
ist der Eimer bald voll?“

## Grimms Anmerkung

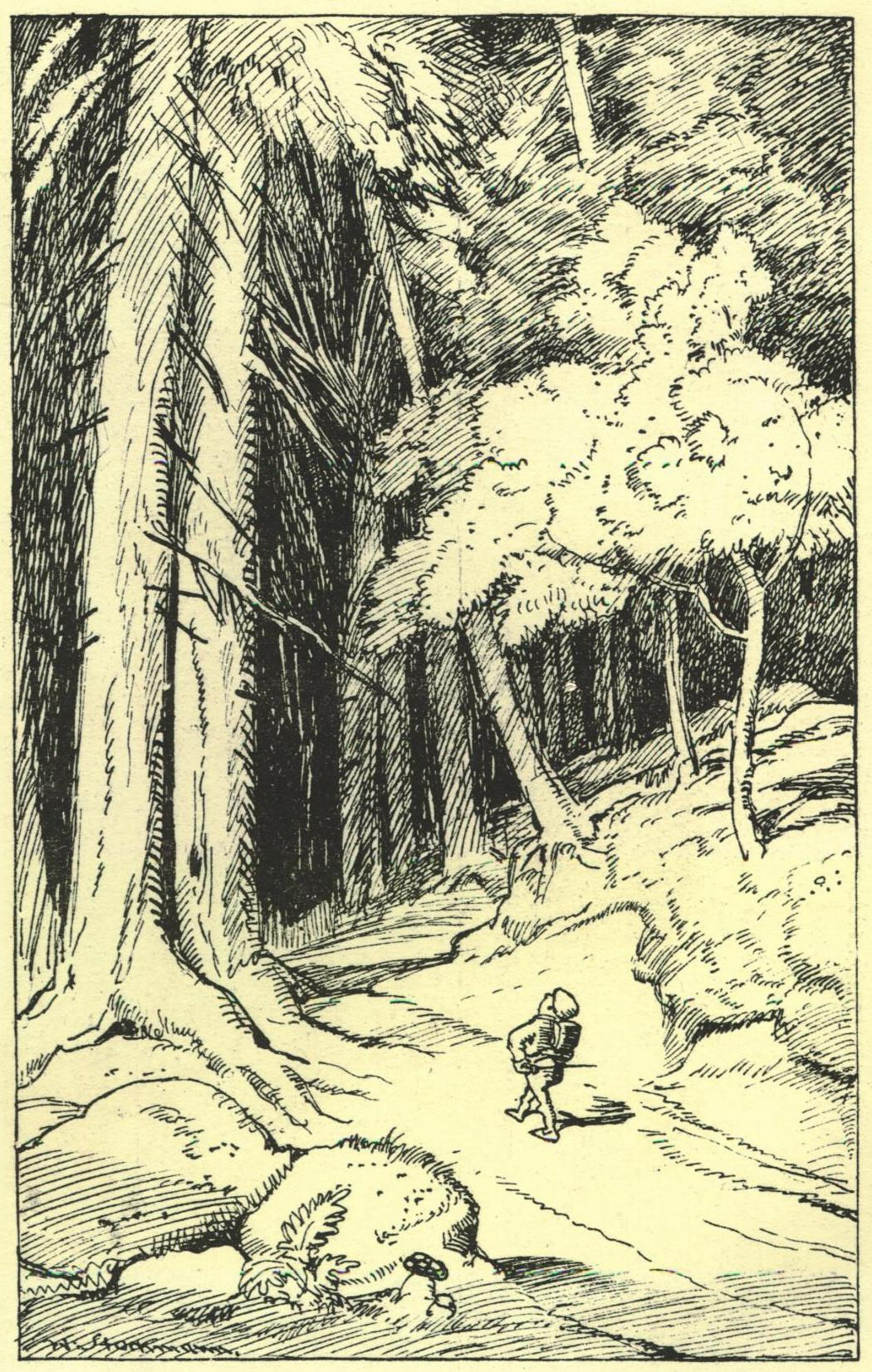
Illustration von Hermann Stockmann, 1925

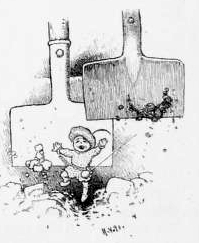
Illustration von Hermann Vogel

Grimms Anmerkung erwähnt KHM 37 Daumesdick, Pröhles Kinderm. Nr. 30, Bechstein „S. 131“, einen Däumling bei Karoline Stahl, bei Benjamin Tabart „the life and adventures of Tom Thumb 3, 37–52“, dänisch von Nyerup in „Morskabsläsning S. 238. 239“: Svend Tommling, nur daumengroß, will eine größere Frau heiraten. Er wird mit Hut und Degen geboren und fällt aus einer Schnupftabaksdose auf ein Ferkel, das wird sein Reitpferd. Der griechische Dichter Philytas soll Blei in den Sohlen gehabt haben, damit ihn der Wind nicht wegwehte, und Archestratos wog nur einen Obolus. Aus der griech. Anthologie:
„Plötzlich erhoben vom leisesten Hauch des lispelnden Westwinds
stieg jüngst, leichter als Spreu, Markos zum Äther hinauf.
Und er hätte die Luft mit rauchender Eile durchsegelt,
hätte der Spinne Geweb nicht ihm die Füße verstrickt.
Als er nun hier fünf Tag und Nächte gehangen, ergriff er
einen der Fäden und stieg langsam zur Erde herab.“
Eine Sage handelt von einem, der durch ein Nadelöhr springen konnte, einem, der auf einer Spinnwebe tanzte, bis ihn die Spinne erwürgte, einem, der durch ein Sonnenstäubchen gehen konnte, einem, der auf einer Ameise ritt, bis sie ihn tottrat, einem, der mit vom Rauch des Kaminfeuers zum Schornstein hinausgetragen wurde, einem, der vom Atem eines Schlafenden zum aus dem Fenster getrieben wurde und einem, der sich niemand nahen durfte, ohne eingeatmet zu werden.
In einem Sprichwort erzählt eine Spinne:
„Einstmals fing ich ein Schneider stolz,
der war so schwer als Lautenholz,
der mit eim Schebhut in die Wett
vom Himmel rab her fallen thet.
Er wär auch wohl darinnen blieben,
niemand hat ihn heraus getrieben:
fiel in mein Garn, drin hangen blieb,
nicht raus kunt komm, war mir nicht lieb:
daß auch der Schebhut ohngefehr
neun Tag ehe rabher kam dann er.“
Der daumenlange Hansel mit dem ellenlangen Barte steckt in einem Wahlfischzahn fest, erschreckt die, die den Teufel anrufen, lässt einen nächtlichen Liebhaber auf einem Teller auf Erbsen ausrutschen, redet aus dem Ohr eines Pferdes und wird in einem Löcherkäse aus dem Fenster geworfen.

## Vergleiche

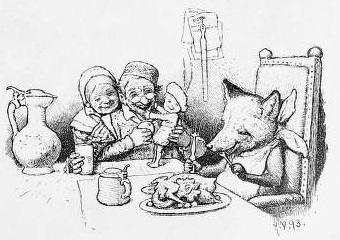
Illustration von Hermann Vogel

Clemens Brentanos Mährchen vom Schneider Siebentodt auf einen Schlag in Die Mährchen vom Rhein, 1810 bis 1812 ist im Schlussteil sehr ähnlich. Vgl. Der kleine Däumling in Ludwig Bechsteins Deutsches Märchenbuch. Vgl. Carlo Collodis Pinocchio.

## Zeichentrickserie
- SimsalaGrimm, deutsche Zeichentrickserie 1999, Staffel 1, Folge 2: Der Däumling